# 스카네르보르시

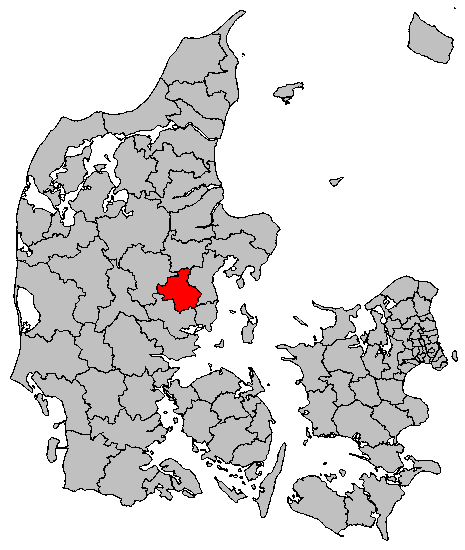
스카네르보르 시의 위치

스카네르보르시(덴마크어: Skanderborg Kommune)는 덴마크 중앙윌란 지역에 위치한 지방 자치체로 행정 중심지는 스카네르보르이며 면적은 429.17km2, 인구는 58,283명(2014년 4월 1일 기준)이다. 윌란반도 중동부에 위치한다.